# Hyposhada pellopsis
Hyposhada pellopsis är en fjärilsart som beskrevs av George Thomas Bethune-Baker 1908. Hyposhada pellopsis ingår i släktet Hyposhada och familjen björnspinnare. Inga underarter finns listade i Catalogue of Life.